# Ulrich Kleemann
Ulrich Kleemann (23 de marzo de 1892 - 1 de enero de 1963) fue un general alemán durante la II Guerra Mundial y merecedor de la Cruz de Caballero de la Cruz de Hierro de la Alemania Nazi. Comandó la 90.ª División Ligera Africana en el Norte de África entre el 10 de abril de 1942 y el 13 de julio de 1942 y entre el 10 de agosto de 1942 y el 1 de noviembre de 1942.
Durante la Campaña del Dodecaneso, Kleemann comandó los 7500 miembros de la División de Asalto "Rodas" durante el ataque a la guarnición italiana de Rodas. Kleeman derrotó a los italianos en dos días, antes de que refuerzos británicos pudieran llegar a Rodas. En septiembre de 1943, unas dos semanas después de la rendición italiana, fuerzas británicas aterrizaron en Samos, Leros, y Kos. Kleemann contraatacó y en dos meses invadió las tres guarniciones británicas.
En junio de 1944, dos oficiales SS llegaron en avión a Rodas para discutir con Kleemann sobre los judíos de Rodas (de habla ladino). El 13 de julio, Kleemann emitió una orden ordenando a la población judía de Rodas reunirse en la ciudad de Rodas y en las ciudades de Trianda, Cremasto, y Villanova a mediodía del 17 de julio. El día 16 de julio Kleemann se vio obligado a emitir otra orden afirmando que la cuestión de los judíos de Rodas aparentemente daba lugar a "dudas" y que se impedía más cuestionamiento de las órdenes por las tropas. 1700 miembros de la antigua comunidad judía de Rodas, de una población de unos 2000, fueron detenidos y transportados a la Europa continental. Solo unos 160 sobrevivieron a los campos. De los 6000 judíos ladinos en el total del Dodecaneso, unos 1200 sobrevivieron escapando a la cercana costa de Turquía.
Entre el 27 de noviembre de 1944 y el 8 de mayo de 1945, Kleeman comandó el Cuerpo Panzer Feldherrnhalle en el frente oriental. El cuerpo de tanques de Kleeman luchó en Hungría y fue destruido en la batalla de Budapest.

## Historia de comandamiento
- 1942 a 1943 General Oficial Comandante, 90.ª División Ligera Africana, Norte de África
- 1943 a 1944 General Oficial Comandante, División de Asalto "Rodas"
- 1944 a 1945 General Oficial Comandante, Cuerpo Panzer Feldherrnhalle

## Condecoraciones
- Cruz de Hierro (1914) 2ª Clase (26 de octubre de 1914) & 1ª Clase (8 de julio de 1918)[5]
- Broche de la Cruz de Hierro (1939) 2ª Clase (19 de septiembre de 1939) & 1ª Clase (25 de octubre de 1939)[5]
- Cruz de Caballero de la Cruz de Hierro con Hojas de Roble
  - Cruz de Caballero el 13 de octubre de 1941 como Oberst y comandante de la 3. Schützen-Brigada[6]
  - Hojas de Roble el 16 de septiembre de 1943 como Generalleutnant y comandante de la Sturm-Division Rhodos[cita requerida]

### Citas
1. 1 2  «8 Settembre 1943 La Resistenza». Archivado desde el original el 22 de septiembre de 2009. Consultado el 13 de agosto de 2015.
2. ↑  Hilberg, Raul (2003a) [1961]. The Destruction of the European Jews (Third edición). New Haven, CT: Yale University Press. p. 754.
3. ↑  «Holocaust». Rhodesjewishmuseum.org. Consultado el 8 de octubre de 2013.
4. ↑  «The Holocaust in Greece» (PDF). Ushmm.org. Archivado desde el original el 27 de agosto de 2013. Consultado el 8 de octubre de 2013.
5. 1 2  Thomas 1997, p. 372.
6. ↑  Fellgiebel 2000, p. 258.